# 길고 깊은 입맞춤
"길고 깊은 입맞춤"(The Long And Deep Kiss)은 한국에서 제작된 김수형 감독의 1985년 드라마, 멜로/로맨스 영화이다. 선우일란 등이 주연으로 출연하였고 서종호 등이 제작에 참여하였다.

## 출연

### 주연
- 선우일란
- 마흥식
- 서한나
- 김만

### 조연
- 김국현

## 기타
- 조명: 장기종